# Eugene Tzigane
Eugene Tzigane (ur. 17 grudnia 1981 w Tokio) (IPA – Judʒin Tsigan) – amerykański dyrygent. Był głównym dyrygentem Nordwestdeutsche Philharmonie (znajdującej się w mieście Herford) do kwietnia 2014 roku. 

## Życiorys
Posiada korzenie japońskie, węgierskie, cygańskie i amerykańskie. Studiował dyrygenturę w nowojorskiej Juilliard School oraz w Kungliga Musikhögskolan w Sztokholmie. W 2007 zwyciężył w Międzynarodowym Konkursie Dyrygentów im. Grzegorza Fitelberga i zajął drugie miejsce w konkursie dyrygentów im. sir Georga Soltiego. Był też na podium (drugie miejsce) w międzynarodowym konkursie im. Lovro von Matačicia, który odbywa się w Zagrzebiu.
Tzigane pierwszy raz dyrygował gościnnie w Północnej Filharmonii Niemieckiej w październiku 2009. W latach 2009–2014 był głównym dyrygentem tej orkiestry. Ponadto w latach 2009–2011 był także dyrygentem Filharmonii Pomorskiej. W tym okresie wystąpił na ok. 150 koncertach w Niemczech, Hiszpanii, Szwajcarii i w USA. Ze stanowiska głównego dyrygenta Północnej Filharmonii Niemieckiej zrezygnował w kwietniu 2014 roku.